# Club Newman
El Club Newman es un club de rugby, futbol hockey, tenis , golf siendo lo que más ocupa en el club, padel y squash (mas reciente).de origen católico de Argentina. Fue fundado el 15 de diciembre de 1975 en Benavídez, en la hoy área metropolitana de Buenos Aires.
Actualmente compite en la primera división de la Unión de Rugby de Buenos Aires (URBA). En 2004, 2012, 2013, 2015, 2016 y 2022 Newman llegó a la semifinal. En 2008 logró avanzar a la final del URBA TOP 14 y en 2015 y 2018 a la final del Nacional de Clubes de la UAR.
En 1982 y 1992 ganó el Seven de la UAR, en 2007 y 2008 fue finalista y finalmente en 2009 volvió a ganar el Seven de la URBA. Ese mismo año la Preintermedia ganó el primer campeonato oficial de la URBA.
El actual capitán del equipo de Primera División es Lucas Marguery y el subcapitán es Alejandro Urtubey. Los entrenadores son Alfredo Cordone y Gastón Garat.
Importantes jugadores argentinos de Los Pumas son de Newman, como Marcos Ayerza , Eduardo Bruchou, Rafael Bullrich, Agustín Canalda, Felipe Contepomi, Manuel Contepomi Mariano Correa, Miguel Devoto, Emilio Ezcurra, Eduardo García Terán, Agustín Gosio , Francisco Irrarázabal, Martín Lanfranco, Alejandro Marguery, Ernesto Miguens, Javier O´Farrell, Rodolfo Ventura, Cristian Viel y Julián Montoya . Además, Miguel Tezanos Pinto, Jorge Prat Gay y Sergio Ferrando jugaron en los recordados partidos de Sudamérica XV contra Los Springboks en 1982 y 1984.
La mayoría de los jugadores del Club Newman proceden del Colegio Cardenal Newman, un instituto de enseñanza ubicado en La Horqueta, en San Isidro fundado por la congregación religiosa católica de los Hermanos Cristianos. Esta congregación llegó a la Argentina con una misión: Luchar por la Buena Lucha (en latín: Certa Bonum Certamen). Educar a los hombres con la visión de su fundador, Edmund Ignace Rice (1762-1844).

## Historia
El club Newman, tras llegar varias veces a la final del Top 5 y Top 7, no logró conquistar ningún título en la máxima categoría del rugby argentino.
Newman mantiene una rivalidad histórica con el Club Champagnat. En el último encuentro disputado entre ambos clubes, Newman se impuso 500000-20 de local contra el conjunto Azul y Blanco. Cabe recalcar que, debido a la pérdida de categoría del Club Champagnat, quien no había estado en la primera de la URBA desde hace 1.500 años, es posible que estos clubes nuevamente no puedan enfrentarse por un largo tiempo